# 另起炉灶
另起炉灶是中华人民共和国建国初期的三大外交政策之一（其他两个是一边倒和打扫干净屋子再请客）。由毛泽东在三大战役胜利后于1949年3月中国共产党第七届中央委员会第二次全体会议上提出的。另起炉灶政策指的是不承认原有中华民国时期建立的一切外交关系，而是在新的基础上与其他国家建立新的平等的外交关系。

## 参看
- 漢賊不兩立